# Monanthotaxis congoensis
Monanthotaxis congoensis Baill. – gatunek rośliny z rodziny flaszowcowatych (Annonaceae Juss.). Występuje naturalnie w Gabonie oraz Kongo. 

## Morfologia
PokrójZimozielony krzew. Młode pędy są owłosione.
LiścieNaprzemianległe. Mają kształt od podłużnego do lancetowatego. Mierzą 10 cm długości oraz 3–6,5 cm szerokości. Są owłosione od spodu. Nasada liścia jest zaokrąglona. Blaszka liściowa jest o tępym wierzchołku. Ogonek liściowy jest owłosiony i dorasta do 5 mm długości.
KwiatyZebrane w podłużne grona, rozwijają się w kątach pędów. Działki kielicha mają trójkątny kształt i są owłosione. Płatki mają trójkątny kształt i osiągają do 13 mm długości.
OwoceMają elipsoidalny kształt, zebrane w owoc zbiorowy. Są owłosione, prawie siedzące. Osiągają 8 mm długości i 6–7 mm szerokości.